# خارپوت

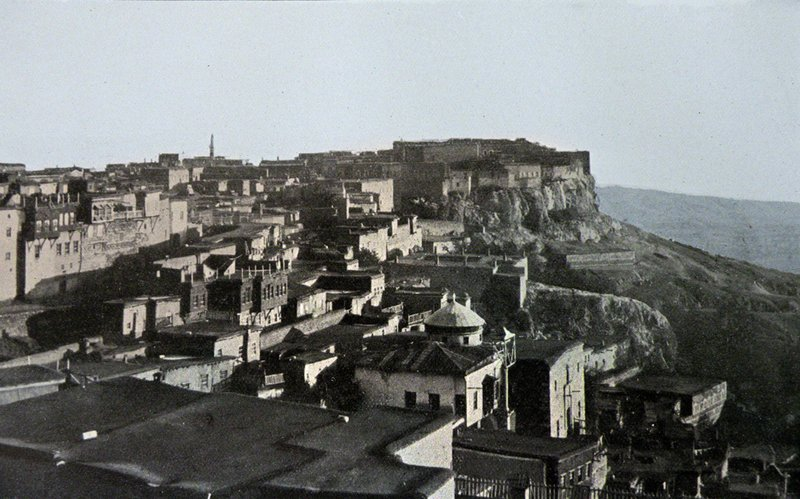
نمایی از خارپوت در سال ۱۸۹۶

خارپوت یا خاربِرد (ارمنی: Խարբերդ) یک شهر باستانی در ترکیه است که در پایان دوره امپراتوری عثمانی جزو ولایت معمورةالعزیز به‌شمار می‌آمد. محل آن اکنون در استان الازیغ در شرق ترکیه است. آثاری متعلق به حدود ۲۰۰۰ سال قبل از میلاد در این منطقه یافت شده‌است. این شهر به خاطر قلعه خارپوت معروف است و موزه، مساجد قدیمی، چندین کلیسا و غار بوزلوک (یخی) را در خود جای داده‌است.
خارپوت در سده‌های میانه منطقه‌ای ارمنی‌نشین در شرق آناتولی بود. پادشاهی باستانی سوفن و بعداً استان ارمنی سوفن در خارپوت قرون وسطی قرار داشت. خارپوت حدودا در مسافت ۷۰۰ مایل (۱٬۱۰۰ کیلومتر) از استانبول واقع شده‌است.

## پیشینه
نام خارپوت اصالتاً ارمنی است و از کلمه ارمنی خاربرد یا کاربرد گرفته شده‌است که حاوی کلمه «برد» به معنای قلعه است. خارپوت یک شهر-قلعه باستانی اورارتویی بود که ارمنیان آن را به عنوان پایتخت خود در قرن دهم تأسیس کردند. در زبان‌های ترکی و غربی نام آن را هارپوت می‌نویسند.
خارپوت به عنوان یک پایگاه نظامی در دومین تصرف منطقه توسط بیزانس پس از سال ۹۳۸ توسعه یافت، به صورت دژی باشکوه بر روی صخره‌ای عریض که از سمت جنوب مشرف به دره ساخته شده‌است. شهری در اطراف قلعه با جمعیتی عمدتاً ارمنی و سوری که از روستاهای مجاور و همچنین شهر آرشام‌شاد در شرق آن آمده بودند، رشد کرد. در اواخر سده یازدهم، خارپوت آرشام‌شاد را تحت الشعاع قرار داد و تبدیل به سکونتگاه اصلی منطقه شد. حدود سال ۱۰۸۵ میلادی، یک جنگ‌سالار ترک به نام چوبوک خارپوت را فتح کرد و از سوی سلطان ملکشاه یکم سلجوقی به عنوان حاکم آن تأیید شد. مسجد جامع خارپوت در مقابل ارگ توسط چوبوک یا پسرش (که در سال ۱۱۰۷ در این محل فرمان می‌راند) ساخته شده‌است.
اولین فرمانروای ارتقی خارپوت بلک بود که با فرمانروایان ارتقی ماردین و حصن کیفا ارتباط داشت اما مستقیماً بخشی از هیچ‌یک از خانواده‌های حاکم نبود. بلک در سال ۱۱۲۴ در سنین جوانی درگذشت و آل ارتق در حصن کیفا زمام امور را به دست گرفتند. بعدها، عمادالدین ابوبکر، شاهزاده ارتقی که قبلاً تلاش کرده بود تاج و تخت حصن کیفا را غصب کند، کنترل خارپوت را به دست آورد. خارپوت تا سال ۱۲۳۴ که توسط سلجوقیان فتح شد، یک حکومت مستقل ارتقی باقی ماند. در دوره ارتقی‌ها بود که جمعیت سابق آرشام‌شاد به‌طور کامل جذب خارپوت شد. در اوایل دهه ۱۲۰۰، یکی از شاهزادگان ارتقی ممکن است به‌طور کامل ارگ را بازسازی کرده باشد. در دوره بعدی حکومت سلجوقیان، در خارپوت ساخت‌وساز چندانی صورت نگرفت.
از میانه‌های سده چهاردهم تا سال ۱۴۳۳، خارپوت بخشی از قلمرو ذوالقدریان شد. خارپوت یکی از شهرهای اصلی بیک‌نشین (بیلیک) ذوالقدری بود و ارگ دوباره در این دوره بازسازی شد. آق‌قویونلوها از ۱۴۳۳ تا ۱۴۷۸ بر خارپوت حکومت کردند. همسر اوزون حسن، حاکم آق‌قویونلو، یک مسیحی یونانی اهل ترابزون بود که با همراهان یونانی خود در اینجا زندگی می‌کرد. حکومت عثمانی در سال ۱۵۱۵ در خارپوت آغاز شد. در زمان عثمانی‌ها، خارپوت یک مرکز صنعتی پررونق با صنایع ابریشم و قالی‌بافی پررونق باقی ماند و مدرسه‌های دینی زیادی داشت. در سده نوزدهم، یک مدرسه مبلغان آمریکایی در نزدیکی ارگ تأسیس شد که عمدتاً در آموزش ارامنه فعالیت داشت. مدرسه مبلغان فرانسوی نیز وجود داشت.
با این حال، در سال ۱۸۳۴، والیان سنجاق خارپوت محل سکونت خود را به شهر مزره، در دشتی در شمال شرقی، جابه‌جا کردند و برخی از مردم خارپوت با آنها کوچ کردند. در سال ۱۸۳۸ یک پادگان در مزره به عنوان پایگاه محلی علیه محمدعلی پاشا، بنیان‌گذار مصر نوین، ساخته شد. در سال ۱۸۷۹، مزره تبدیل به شهر بزرگی شد که به نام یکی از سرداران عرب نام معمورة العزیز به خود گرفت و این نام نهایتاً به العزیز، الازیز یا الازیغ تغیر یافت.
کشتار حمیدیه در دهه ۱۸۹۰ به شهر خارپوت آسیب رساند.
در حدود سال ۱۹۱۰، زمان سفر از قسطنطنیه (استانبول فعلی) به خارپوت حدود سه روز با قطار و سپس ۱۸ روز با اسب راه بود.

## دیدنی‌ها
- قلعه خارپوت

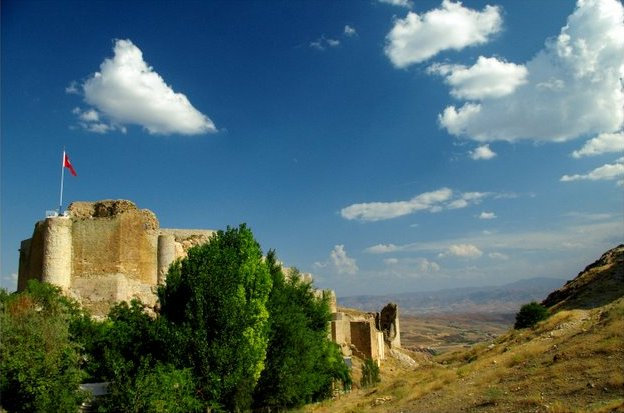
قلعه خارپوت

- مساجد تاریخی، کلیساها و زیارتگاه‌ها (در ترکی تُربه).
  - مسجد اولو: ساخته شده توسط سلطان آل ارتق، فخرالدین قره‌اسلان در ۱۱۵۶. یکی از قدیمی‌ترین و مهم‌ترین بناهای آناتولی است
  - مسجد ساراخاتون توسط سارا خاتون، مادر اوزون حسن آق‌قویونلو در سال ۱۴۶۵ به عنوان یک مسجد کوچک ساخته شد. در سال‌های ۱۵۸۵ و ۱۸۴۳ بازسازی شد.
  - مسجد قورشونلو: بین سال‌های ۱۷۳۸ و ۱۷۳۹ در خارپوت در دوران عثمانی ساخته شد.
  - مسجد آلاجلی
  - مسجد آقال: ساخته شده در سال ۱۵۵۹.
  - مسجد و مزار عرب بابا: در زمان سلطنت غیاث‌الدین کیخسرو سوم، سلطان سلجوقی، در سال ۱۲۷۹ ساخته شد. این زیارتگاه دارای جسدی مومیایی شده‌است که در میان عوام به عرب بابا معروف است.
  - زیارتگاه فتح احمد
  - مزار منصور بابا
  - کلیسای مریم
  - مرکز فرهنگی اجتماعی شفیق گل

## کنسولگری آمریکا
کنسولگری ایالات متحده از ۱ ژانویه ۱۹۰۱ با دکتر توماس اچ. نورتون به عنوان کنسول شروع به کار کرد. او هیچ تجربه قبلی در روابط بین‌الملل نداشت، زیرا ایالات متحده اخیراً در حال تأسیس شبکه دیپلماتیک خود بود. کنسولگری برای کمک به مبلغان تأسیس شد. وزارت امنیت داخلی عثمانی به او تذکره سفر داد، اما وزارت امور خارجه عثمانی در ابتدا از به رسمیت شناختن کنسولگری خودداری کرد.
این ساختمان دارای سه طبقه، یک دیوار و یک باغ با درختان توت بود.
لزلی دیویس در سال ۱۹۱۴ کنسول خارپوت شد و در سال ۱۹۱۷ پس از قطع روابط امپراتوری عثمانی و ایالات متحده آمریکا را ترک کرد. دیویس اظهار داشت که این مأموریت «یکی از دورافتاده‌ترین و غیرقابل دسترس‌ترین در جهان» بود.

## در داستان
این شهر محل فیلم‌بردای صحنه عاشقانه در فیلم «مزرعه چکاوک» اثر آنتونیا ارسلان دربارهٔ نسل‌کشی ارامنه است و همچنین زادگاه پدربزرگ او است.

## نسل‌کشی ارامنه
دو شاهد عینی در مورد گزارش‌های نسل‌کشی در خارپوت نوشتند. یکی از آنها دکتر هنری اچ. ریگز، سرکشیش و مبلغ ABCFM است که رئیس کالج فرات بود، یک کالج محلی که توسط مبلغان آمریکایی برای بیشتر جامعه ارمنی منطقه تأسیس و اداره می‌شد. گزارش او ثبت شد و به ایالات متحده فرستاده شد. این گزارش در سال ۱۹۷۷ با نام «روزگار تراژدی در ارمنستان» منتشر شد. شاهد عینی دوم دیویس بود. دیویس حدود ۸۰ ارمنی را در محوطه کنسولگری مخفی کرد.
کشتار حمیدیه، که قبل از نسل‌کشی ارامنه بود، به‌طور قابل توجهی بر خارپوت تمرکز داشت. قتل‌عام حمیدیه در سال ۱۸۹۵ به دستور سلطان حمید دوم جان حدود ۴۰۰۰۰۰ ارمنی را گرفت.
با توجه به اهمیت جمعیت مسیحی در منطقه خارپوت (که در زبان ارمنی خارپرت نامیده می‌شود) که عمدتاً از ارامنه تشکیل می‌شد، این منطقه مرکز مهم مبلغان مذهبی از ایالات متحده و مدارس تحت حمایت آمریکا بود. به دلیل وجود مبلغان آمریکایی، بسیاری از ارامنه در منطقه خارپورت راهی غرب شدند و حتی چندی پیش از کشتار حمیدیه و نسل‌کشی ارامنه به ایالات متحده مهاجرت کردند.
پیش از نسل‌کشی ارامنه، منطقه خارپوت شکوفا شده بود. ارمنی‌های آنجا در بازرگانی، ساخت و تولید مهارت داشتند و در سایر مهارت‌های تولیدی نیز دست داشتند. با این حال، خارپوت عمدتاً به دلیل مزارع غلات خود شناخته می‌شد که نام وسکی دشت - دشت طلایی - در فلات ارمنستان را به آن داده بود. خارپوت همچنین یکی از قدیمی‌ترین مناطقی است که ارامنه در آن سکونت داشته‌اند و حتی برخی از محققان معتقدند که این محل زادگاه مردم ارمنی است. اگرچه به میراث ارامنه در خارپوت و همه ثروت خارپوت و فرهنگ، موسیقی و جامعه آن به طرز وحشیانه ای پایان داده شد و با نسل‌کشی ارامنه این میراث تقریباً دیگر وجود ندارد. این شهر که زمانی که به دشت طلایی معروف بود، در سال ۱۹۱۵، عنوان جدیدی به دست آورد: «استان کشتارگاه».